# Бразилия (команда А1)
Команда Бразилии в гонках А1 — команда, представляющая Бразилию в международной серии кольцевых автогонок «А1 Гран-при».
На данный момент команда Бразилии располагается на третьем месте в турнирной таблице чемпионата, позади Франции и Швейцарии. На счету команды Бразилии абсолютная победа в Гран-при Великобритании: победы в короткой и главной гонках, а также лучший круг. С тех пор команда побед не одерживала.
Директором команды является знаменитый футболист Роналдо, руководит ей чемпион мира Формулы-1 Эмерсон Фиттипальди.

## Пилоты
- Нельсон Анжело Пике
- Тони Канаан
- Жоао Пауло Оливейра

Несмотря на то, что в команде 3 зарегистрированных пилота, все гонки за команду Бразилии провел Нельсон Анжело Пике.